# 巴基斯坦沙鰍
巴基斯坦沙鰍又名洛哈沙鰍，為輻鰭魚綱鯉形目沙鰍科的其中一種，此種與尼泊爾沙鰍極為相似，被斷定可能是同一種的而分布不同地的族群。

## 分布
本魚分布於亞洲巴基斯坦、印度、孟加拉及尼泊爾的溪流。

## 特徵
本魚體流線型，體灰黃色，側腹部上有數道「Y」形斑紋，每一道斑紋上有一個黑色小斑塊。這種斑紋越過頭部，穿過眼睛，直達吻部。深叉狀尾鰭的鰭葉上，有數塊深色斑紋，具四對觸鬚。體長可達11公分。

## 生態
本魚棲息於礫石底的溪流中，性情溫和，屬雜食性。

## 經濟利用
為觀賞性魚類。常會發出喀嚓聲，會側躺裝死，尤其是在餵食以後。